# Station Örebro-Centraal
Örebro C is een spoorwegstation in de Zweedse stad Örebro. Het ligt aan de Nobeltunnel en Östra Bangatan in het centrum van de stad.

## Geschiedenis
In 1856 werd Örebro op het spoor aangesloten toen de KHJ vanuit het noorden haar lijn verlengde met het baanvak Ervalla – Örebro. Het kopstation in Örebro kwam bij het kruispunt van de Stotgatan en de Grev Rosengatan. In 1862 werd het station verplaatst naar de huidige locatie toen de, door de Staat aangelegde, spoorlijn Hallsberg - Örebro op 1 augustus werd geopend.
Het stationsgebouw werd gebouwd naar een ontwerp van de architect Adolf W. Edelsvärd. Aanvankelijk heette het alleen Örebro, maar in verband met de opening van station Örebro södra in 1897 werd het Örebro norra genoemd. In 1926 kreeg het de huidige naam.
In de periode 1890-1938 was er een ijzeren loopbrug naast het station. In 1938 werd deze vervangen door de Nobeltunnel die in 1937 en 1938 werd gebouwd aan de zuidkant van het station. In 1997-1999 volgde een herinrichting van het stationsgebied en werd het reiscentrum Örebro gebouwd. In verband hiermee werden twee tunnels toegevoegd die het stationsgebouw verbinden met de perrons en de westelijke wijk. Tegelijkertijd werd de Nobeltunnel verbreed en werden de rijbanen met 50 cm verlaagd.
Voor het stationsgebouw staat een buste van Adolf Eugène von Rosen, genaamd "de vader van de Zweedse spoorweg". De buste werd gemaakt door Ingel Fallstedt en werd onthuld op 20 juni 1898. De initiatiefnemer van de buste was Claes Adelsköld.
Het Centraal Station van Örebro en het bijbehorende kantoorgebouw (direct ten noorden van het stationsgebouw) zijn sinds 1986 een rijksmonument.

## Spoorbrug
De spoorbrug over de Svartån werd eveneens in 1862 geopend. Omdat de spoorbrug stroomopwaarts  overstromingen veroorzaakte werd de brug later 1 meter verhoogd. In 1987 werd de brug vervangen door een nieuwe betonnen brug. 

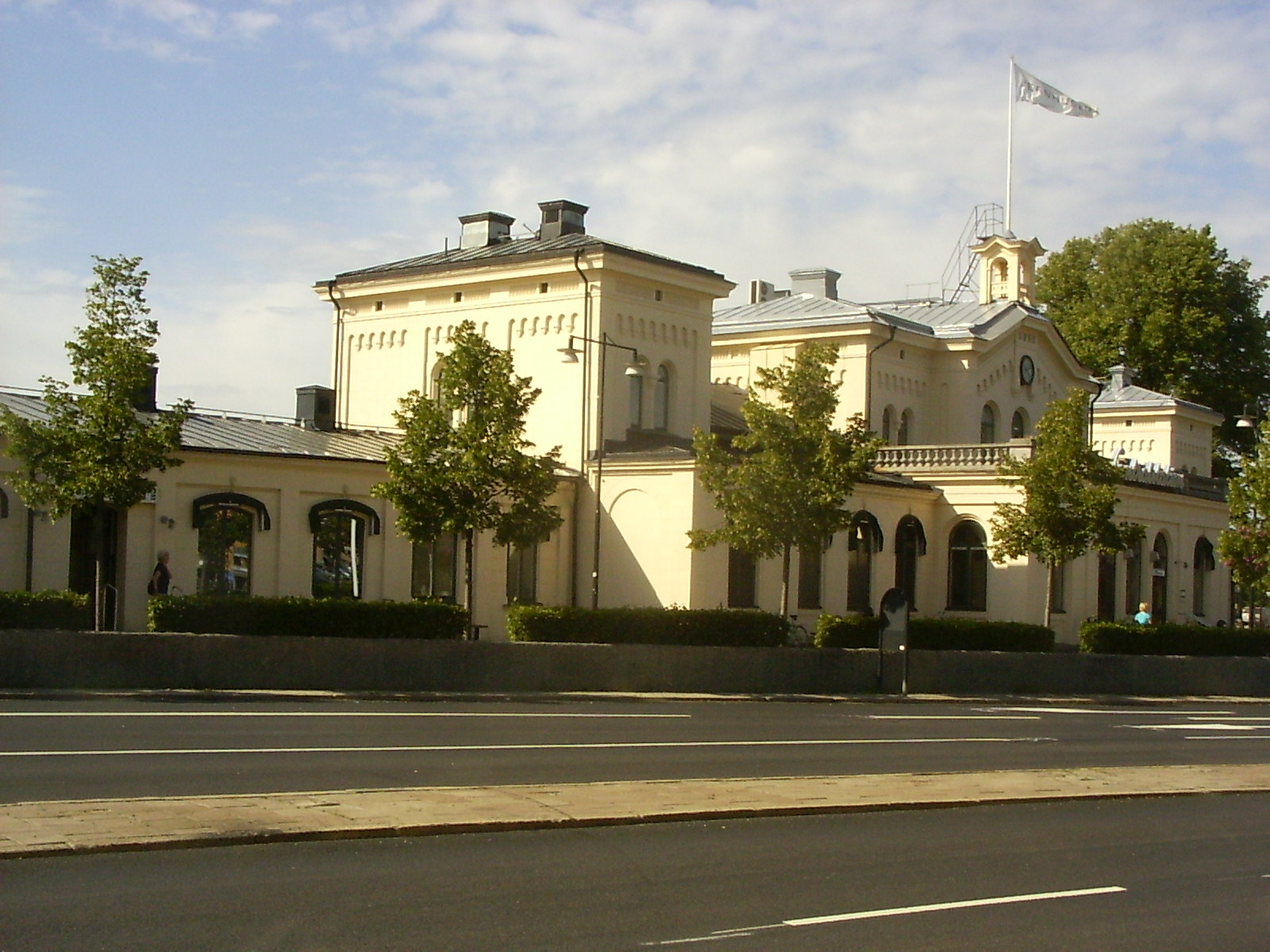
Het station in 2009.
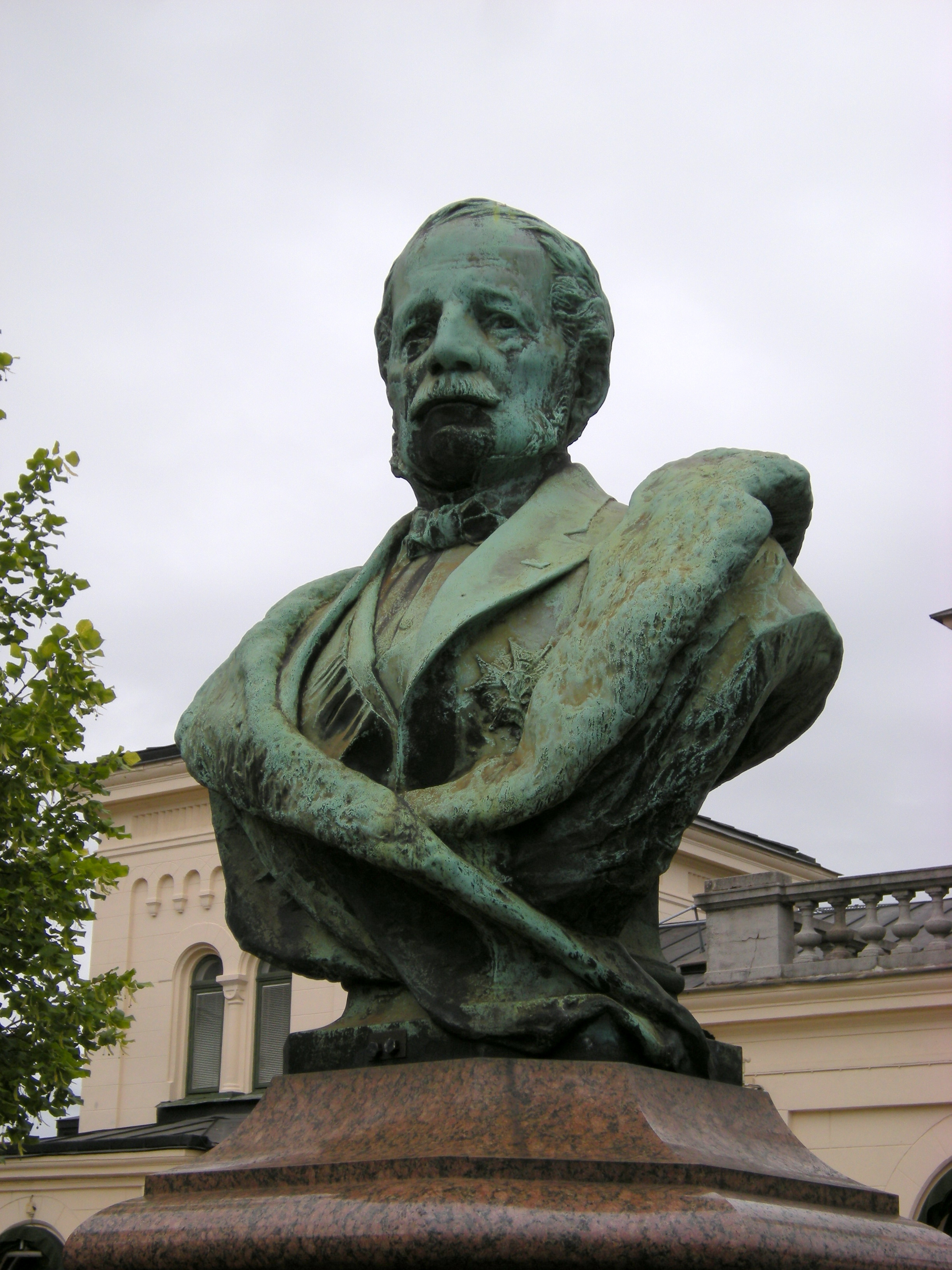
De buste voor het station.
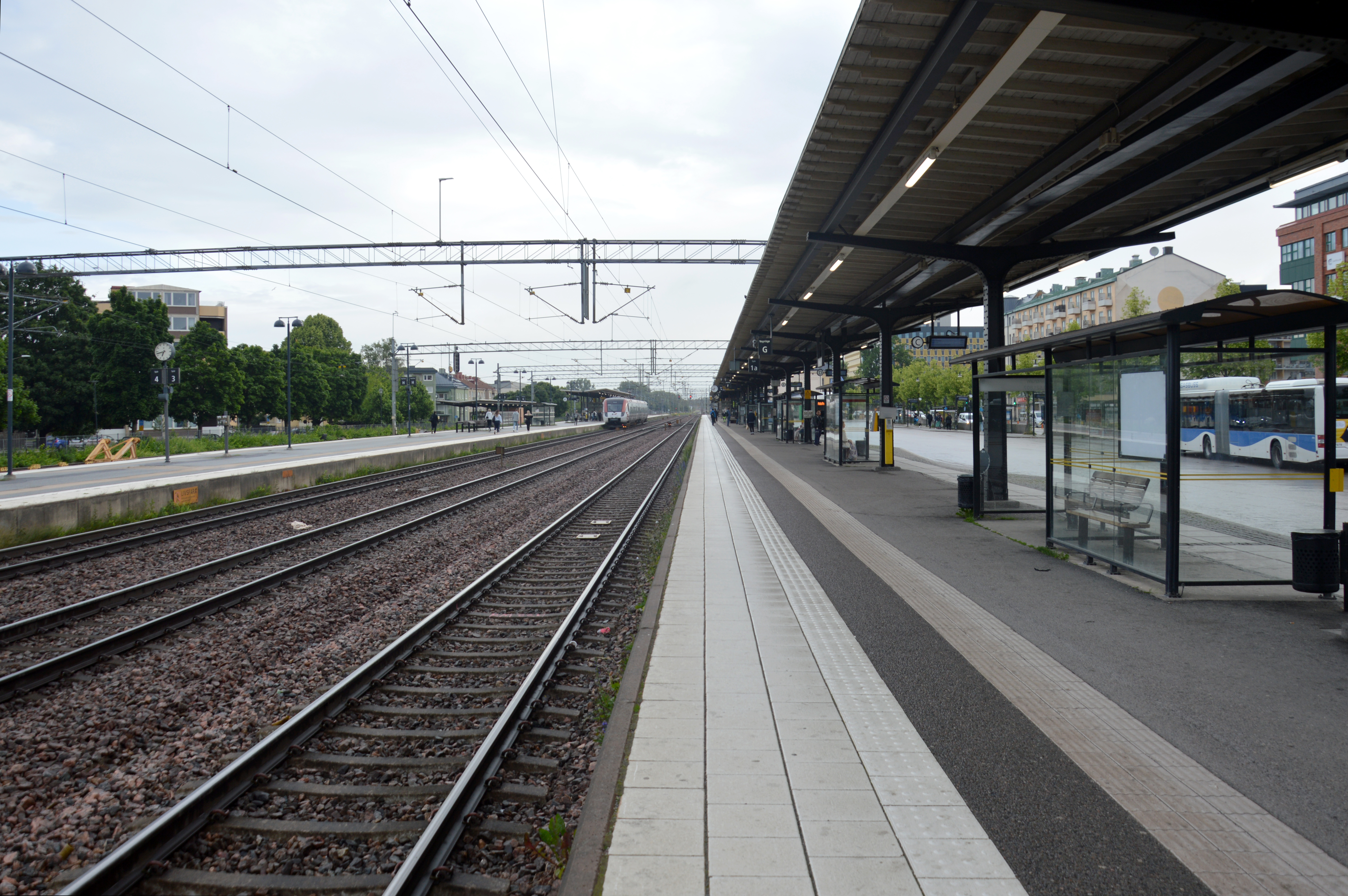
Sporen en perrons.